# Resolució 1543 del Consell de Seguretat de les Nacions Unides
La Resolució 1543 del Consell de Seguretat de les Nacions Unides fou adoptada per unanimitat el 14 de maig de 2004. Després de reafirmar les resolucions anteriors sobre Timor Oriental (Timor-Leste), en particular les resolucions 1410 (2002), 1473 (2003) i 1480 (2003), el Consell va ampliar el mandat de Missió de Suport de les Nacions Unides a Timor Oriental (UNMISET) durant sis mesos, amb la finalitat d'ampliar-lo per un altre període final de sis mesos fins al 20 de maig de 2005.

## Resolució

### Observacions
El Consell de Seguretat va elogiar els esforços del govern del Timor Oriental i les persones desenvolupant institucions per a un estat independent, incloses infraestructures, administracions públiques, forces de seguretat i capacitats de defensa. També s'ha valorat el treball de la UNMISET i el progrés realitzat en aquest respecte. A més, Timor Oriental havia sol·licitat una extensió d'un any de la UNMISET, que també trobava eco del secretari general Kofi Annan per tal que es realitzessin les tasques pendents.
El preàmbul de la resolució també va assenyalar que les institucions emergents encara estaven en procés de consolidació i que es necessitava més assistència per enfortir els sectors de justícia i administració pública, inclosa la Policia Nacional de Timor Oriental. També va donar la benvinguda a la bona naturalesa de les relacions diplomàtiques entre Timor Oriental i Indonèsia.

### Actes
El mandat del mandat de la UNMISET es va estendre per sis mesos, amb l'objectiu d'estendre'l per sis mesos addicionals i finals fins al 20 de maig de 2005. També es va reduir la seva grandària per incloure 58 assessors civils, 157 consellers de policia, 42 oficials d'enllaç militar, 310 efectius i una Unitat de Resposta Internacional de 125 persones. Al mateix temps, les seves tasques es van revisar per donar suport a l'administració pública, l'aplicació de la llei i el sistema de justícia, i la seguretat i estabilitat del país. Les tasques consistirien en una part integral dels drets humans en la formació i en la creació de capacitats realitzada per l'operació.
Mentrestant, es va demanar al secretari general que informés sobre els avenços realitzats, incloent-hi la mida, les tasques i la composició de la UNMISET, i les tasques i la configuració dels components policials i militars de la UNMISET. Totes les investigacions de la unitat de delictes havien de finalitzar el novembre de 2004 i els judicis havien d'acabar el 20 de maig de 2005. Finalment, es va demanar contribucions als donants que donessin suport al desenvolupament a llarg termini de Timor Oriental.